# AS Monaco FC
Az Association Sportive de Monaco Football Club, röviden AS Monaco FC Monaco labdarúgócsapata, amely a francia bajnokság második vonalában szerepelt, de az orosz milliárdos Dmitry Evgenevich Rybolovlev segítségével újra felkerült a Ligue 1-be. A klubot 1924-ben alapították. A csapat a hazai mérkőzéseit a Stade Louis II Fontvieille stadionban játssza. Monaco elnöke Claudio Ranieri és kapitánya Andreas Wolf.
Bár székhelye Monaco, a klubot franciának tekintjük, és ezért a francia bajnokságban szerepek, mivel a Monacói Hercegség nem tagja az UEFÁ-nak. Monaco az egyik legsikeres klub Franciaországban, miután megnyert hét bajnoki címet és öt Francia kupa trófeát.Az 1970-es és 1980-as évek során a vezetőedző Lucien Leduc és Arsène Wenger volt, amelynek során a klub Európa legnemesebb focicsapatai közé tartozott. Monaco hagyományos színei a piros és a fehér szín, és a klub beceneve az úgynevezett Les Rouge et Blanc, amely piros és fehéret jelent (angolul: The Red and White). Monaco is tagja az Európai Klubok Egyesületének. 2011 decemberében, a klub kétharmadát eladta egy orosz milliárdosnak, Dmitry Rybolovlevnak. Rybolovlev pénzügyi támogatásának köszönhetően a csapat hozott számos elsőrangú játékost, köztük van Radamel Falcao, João Moutinho, James Rodríguez és Ricardo Carvalho.

## Története
1919-ben alapították, 1948 óta számít professzionális klubnak. A klub a francia labdarúgás része, egyik legsikeresebb csapata. Hétszer nyert bajnoki címet és ötször kupát Franciaországban. Sikereket ért el a nemzetközi porondon is. Bár sohasem nyert európai kupát, 2004-ben Bajnokok Ligája-döntőt, 1992-ben KEK-döntőt játszott.

### 2013-: Visszatérés a Ligue 1-be
A Ligue 1-be való visszatérés követően Dmitrij Ribolovljev a klub tulajdonosa nagy építkezésbe kezdett. 2013. május 24-én bejelentették, hogy James Rodríguez, João Moutinho párosért 70 millió eurós összeget utaltak az FC Porto számlájára. Rodríguezért 45 millió, Moutinhóért pedig 25 milliót. Később csatlakozott a Real Madridtól Ricardo Carvalho, valamint az Atlético Madridtól 60 millió euróért Radamel Falcao, ez portugál és francia rekord. A 17 éves Anthony Martialt 5 millióért igazolták le az Olympique Lyontól és a Valenciennestől a sokszoros U-válogatott Nicolas Isimat-Mirint 4 millióért. További fiatal reménységeket is igazolt a klub, mint Emmanuel Rivièret a Toulousetól, Gaetano Monacchellót és Carl Medjanit az AC Ajacciótól.
A 2018-2019-es szezonban a csapat vezetőedzője volt Thierry Henry egykori válogatott csatár. A klub gyengén szerepelt, a 17. helyen zárták a bajnokságot mindössze két ponttal megelőzve az osztályozóra kényszerülő Dijon csapatát.

## Sikerei
Ligue 1
- Aranyérmes (8): 1961, 1963, 1978, 1982, 1988, 1997, 2000, 2017
- Ezüstérmes (6): 1964, 1984, 1991, 1992, 2003, 2014

Ligue 2
- Aranyérmes (1) 2013
- Ezüstérmes (3): 1953, 1971, 1977

Coupe de France
- Győztes (5): 1960, 1963, 1980, 1985, 1991
- Döntős (4): 1974, 1984, 1989. 1992

 Coupe de la Ligue
- Győztes (1): 2003
- Döntős (1): 2001, 2017

Trophée des champions
- Győztes (4): 1961, 1985, 1997, 2000
- Döntős (1): 1960

 Bajnokok Ligája
- Döntős (1): 2004

KEK
- Döntős (1): 1992

 Teresa Herrera-kupa
- Győztes (1): 1963

## Játékoskeret

### Jelenlegi keret
2025. február 3-i állapot szerint.
| #  |     | Poszt | Név                                           |
| -- | --- | ----- | --------------------------------------------- |
| 1  | POL | K     | Radosław Majecki                              |
| 2  | BRA | V     | Vanderson                                     |
| 4  | NED | V     | Jordan Teze                                   |
| 5  | GER | V     | Thilo Kehrer                                  |
| 6  | SUI | KP    | Denis Zakaria ()                              |
| 7  | MAR | KP    | Eliesse Ben Seghir                            |
| 8  | LBY | KP    | Al-Musrati (kölcsönben a Beşiktaş csapatától) |
| 9  | USA | CS    | Folarin Balogun                               |
| 10 | RUS | KP    | Alekszandr Golovin                            |
| 11 | FRA | KP    | Maghnes Akliouche                             |
| 12 | BRA | V     | Caio Henrique                                 |
| 13 | FRA | V     | Christian Mawissa                             |
| 14 | DEN | CS    | Mika Biereth                                  |

| #  |     | Poszt | Név                |
| -- | --- | ----- | ------------------ |
| 15 | SEN | KP    | Lamine Camara      |
| 16 | SUI | K     | Philipp Köhn       |
| 17 | CIV | V     | Wilfried Singo     |
| 18 | JPN | CS    | Minamino Takumi    |
| 20 | FRA | V     | Kassoum Ouattara   |
| 21 | NGR | CS    | George Ilenikhena  |
| 22 | GHA | V     | Mohammed Salisu    |
| 27 | SEN | CS    | Krépin Diatta      |
| 28 | FRA | KP    | Mamadou Coulibaly  |
| 36 | SUI | CS    | Breel Embolo       |
| 37 | FRA | KP    | Edan Diop          |
| 50 | FRA | K     | Yann Liénard       |
| 88 | FRA | V     | Soungoutou Magassa |

## Korábbi híres játékosok

### 1960-as évek
| - Marcel Artelesa - Henri Biancheri | - Yvon Douis | - Michel Hidalgo | - Théo Szkudlapski |

### 1970-es évek
| - Delio Onnis | - Rolland Courbis | - Christian Dalger | - Jean Petit |

### 1980-as évek
| - Mark Hateley - Glenn Hoddle - Youssouf Fofana - Manuel Amoros | - Patrick Battiston - Bruno Bellone - Dominique Bijotat | - Daniel Bravo - Marcel Dib - Albert Emon | - Jean-Luc Ettori - Bernard Genghini - Claude Puel |

### 1990-es évek
| - Jürgen Klinsmann - Ali Benarbia - Enzo Scifo - Philippe Léonard - Sonny Anderson - John Collins - Fabien Barthez | - Basile Boli - Philippe Christanval - Youri Djorkaeff - Gilles Grimandi - Thierry Henry - Emmanuel Petit | - Willy Sagnol - Franck Sauzée - Amara Simba - Luc Sonor - Lilian Thuram - David Trézéguet | - Sabri Lamouchi - George Weah - Victor Ikpeba - Gil Rui Barros - Francisco Costinha - Japhet N'Doram |

### 2000-es évek
| - Oliver Bierhoff - Marcelo Gallardo - Javier Saviola - Hugo Ibarra - Shabani Nonda - Dado Prso | - Fernando Morientes - Patrice Evra - Ludovic Giuly - Jérôme Rothen - Sébastien Squillaci - Marco Simone | - Christian Vieri - Flavio Roma - Andreas Zikos - Rafael Marquez - Ernesto Chevanton - Eric Abidal | - Douglas Maicon - Marco Di Vaio - Jan Koller - Mahamadou Diarra |

### 2010-es évek
| - Yannick Carrasco - Fabinho - Radamel Falcao - James Rodríguez | - Thomas Lemar - Anthony Martial - Kylian Mbappé - Kamil Glik | - Danijel Subašić - João Moutinho - Bernardo Silva - João Moutinho |

### 2020-as évek
| - Caio Henrique - Guillermo Maripán - Wissam Ben Yedder - Axel Disasi | - Ruben Aguilar - Djibril Sidibé - Youssouf Fofana - Stevan Jovetić | - Kevin Volland - Alekszandr Golovin - Gelson Martins - Cesc Fàbregas |

## Edzők
| - 1948–1950 : Jean Batmale - 1950–1952 : Alexander Schwartz - 1952–1953 : Angelo Grizzetti - 1953–1956 : Ludwic Dupal - 1956–1957 : Anton Marek - 1958–1958 : Louis Pirroni - 1958–1963 : Lucien Leduc - 1963–1965 : Roger Courtois - 1965–1968 : Piere Sinibaldi - 1968–1970 : Robert Domergue - 1970–1972 : Jean Luciano | - 1972–1974 : Ruben Bravo - 1974–1975 : Alberto Muro - 1975–1979 : Lucien Leduc - 1979–1983 : Gérard Banide - 1983–1986 : Lucien Muller - 1986–1987 : Kovács István - 1987–1994 : Arsène Wenger | - 1995–1999 : Jean Tigana - 1999–2001 : Claude Puel - 2001–2005 : Didier Deschamps - 2005–2005 : Jean Petit - 2005–2006 : Francesco Guidolin - 2006–2006 : Bölöni László - 2006–2007 : Laurent Banide - 2007–2009 : Ricardo Gomes - 2009–2011 : Guy Lacombe - 2011–2011 : Laurent Banide - 2011–2012 : Marco Simone | - 2012–2014: Claudio Ranieri - 2014–2018: Leonardo Jardim - 2018–2019: Thierry Henry - 2019: Leonardo Jardim - 2019–2020: Robert Moreno - 2020–2022: Niko Kovač - 2022–2023: Philippe Clement - 2023–: Adi Hütter |

## Rekordok
| Név              | Mérkőzés |
| ---------------- | -------- |
| Jean-Luc Ettori  | 755      |
| Claude Puel      | 602      |
| Jean Petit       | 428      |
| Manuel Amoros    | 349      |
| Christian Dalger | 334      |
| Marcel Dib       | 326      |
| François Ludo    | 319      |
| Luc Sonor        | 315      |
| Michel Hidalgo   | 304      |
| Armand Forcherio | 303      |

| Név               | Gólok |
| ----------------- | ----- |
| Delio Onnis       | 223   |
| Wissam Ben Yedder | 118   |
| Lucien Cossou     | 115   |
| Christian Dalger  | 89    |
| Radamel Falcao    | 83    |
| Jean Petit        | 78    |
| Victor Ikpeba     | 77    |
| Yvon Douis        | 74    |
| Youri Djorkaeff   | 68    |
| Shabani Nonda     | 67    |
| Sonny Anderson    | 67    |